# Salamis
Il Salamis (in lingua greca: Σαλαμίς) fu una nave da battaglia tipo dreadnought, talvolta classificata anche come incrociatore da battaglia, costruita per la Marina greca negli anni dieci del XX secolo. Fu ordinata al cantiere navale tedesco AG Vulcan di Amburgo nel 1912, come parte di un vasto programma di riarmo navale greco inteso a modernizzare la flotta, in risposta all'espansione navale ottomana dopo la guerra greco-turca del 1897. Il Salamis, come diverse altre navi da guerra - nessuna delle quali mai consegnata a nessuna alle due flotte - rappresentò il culmine di una corsa al riarmo navale tra i due paesi, che ebbe effetti significativi sulla prima guerra balcanica e sulla prima guerra mondiale.
Il progetto dell'incrociatore da battaglia fu più volte rivisto durante il processo di realizzazione, in parte a causa delle acquisizioni di navi da battaglia da parte dell'Impero ottomano. I primi disegni della nave prevedevano un dislocamento di 13.500 long ton (13.700 t), con un armamento di sei cannoni da 14 pollici (356 mm) posti in tre torrette binate. La versione finale del progetto risultò significativamente più grande: dislocamento di 19.500 long ton (19.800 tonnellate) e un armamento di otto cannoni da 356/45 mm in quattro torrette binate. La nave doveva avere una velocità massima di 23 nodi (43 km/h), superiore a quella di molte altre navi da guerra del periodo.
I lavori d'impostazione della chiglia iniziarono il 23 luglio 1913 e lo scafo fu varato l'11 novembre dell'anno seguente, a guerra oramai iniziata. La costruzione fu definitivamente interrotta nel dicembre dello stesso anno, e la Kaiserliche Marine impiegò la nave incompiuta come una caserma galleggiante a Kiel. L'armamento per questa nave fu ordinato alla ditta statunitense Bethlehem Steel e non poté mai essere consegnato a causa del blocco navale britannico posto ai prodotti destinati alla Germania; la ditta vendette invece i cannoni al Regno Unito e queste armi furono usate per armare i quattro monitori della classe Abercrombie. Lo scafo della nave rimase intatto dopo la fine della grande guerra, e divenne oggetto di una prolungata disputa legale tra il cantiere costruttore e il governo greco. Il Salamis fu finalmente assegnato ai costruttori dopo la sentenza di un tribunale d'arbitrato, e lo scafo fu demolito nel corso del 1932. 

## Storia

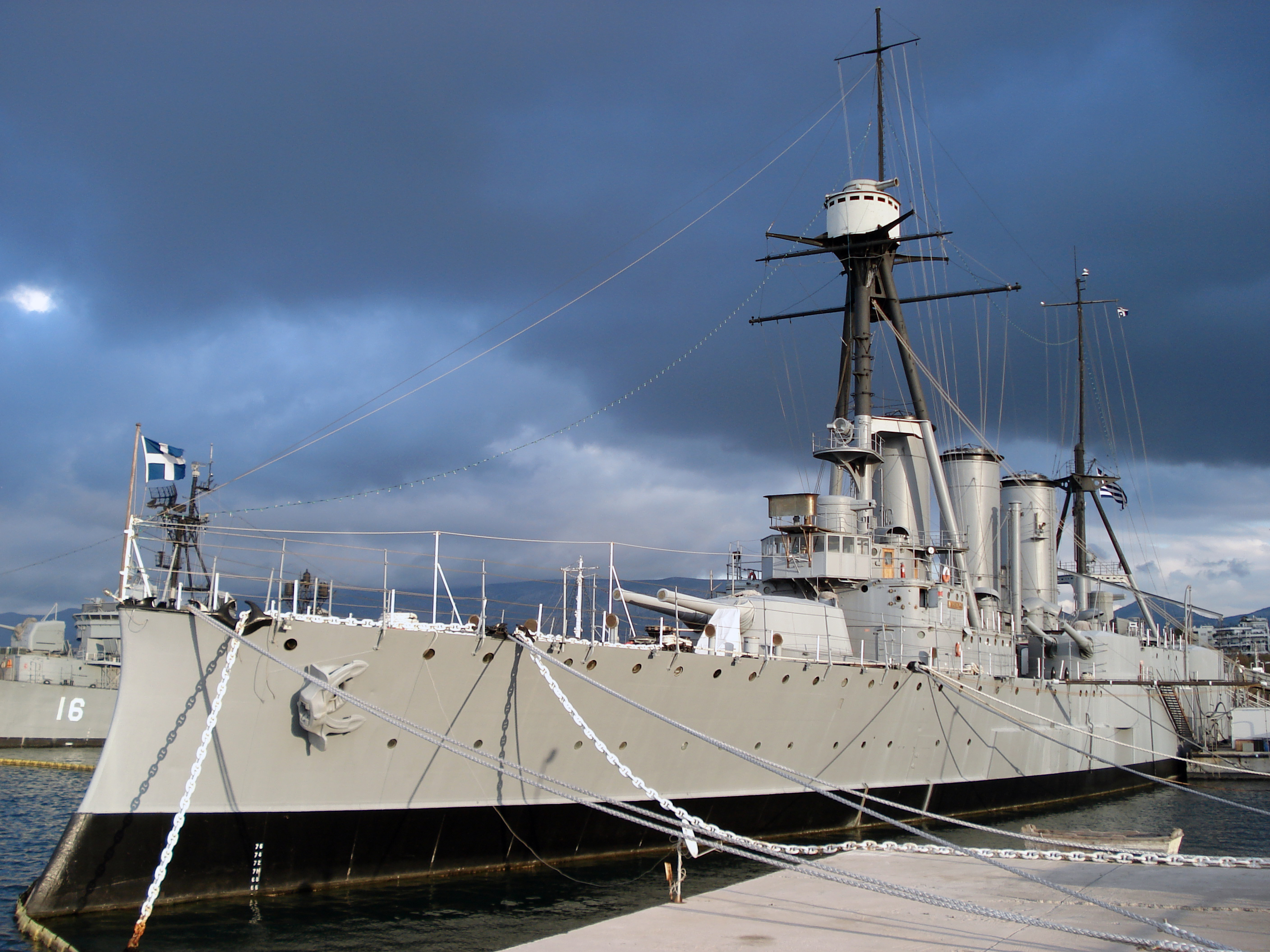
L'incrociatore corazzato Giorgios Averof acquistato nel 1909, prima nave di grandi dimensioni del programma navale del 1909.

Dopo la conclusione della guerra greco-turca del 1897, durante la quale la flotta turca si era dimostrata incapace di sfidare la Marina greca per il controllo del Mar Egeo, il governo ottomano avviò un programma di espansione navale, inizialmente ricostruendo e ammodernando diverse vecchie navi da battaglia. In risposta a ciò, nel 1905 il governo greco decise di ammodernare la propria flotta, a quel tempo incentrata sulle tre corazzate della classe Hydra risalenti al 1880. A partire dal 1908 la Marina greca cercò nuove proposte progettuali per realizzare piccole corazzate presso alcuni cantieri navali stranieri, tra cui quello della britannica Vickers relativo a navi corazzate da 8.000 long ton (8.100 t) che però non fu accettato. 
Nel 1911 un cambio della costituzione in Grecia permise al governo di assumere esperti navali provenienti da altri paesi, il che portò ad invitare una missione navale britannica avente il compito di consigliare i vertici della marina in relazione al suo programma di riarmo. Gli ufficiali britannici raccomandarono l'adozione di un programma che prevedeva la realizzazione di due corazzate da 12.000 long ton (12.000 tonnellate) e un grande incrociatore corazzato; in relazione a ciò furono presentate proposte dai cantieri Vickers e Armstrong-Whitworth: il progetto Vickers riguardava una nave più piccola armata con nove cannoni da 254 mm (10 pollici), mentre quello della Armstrong-Whitworth una nave più grande armata di cannoni da 356 mm (14 pollici). Il governo greco accettò queste proposte, e nel corso dell'anno la Vickers ne presentò diverse altre per navi più piccole, simili a quelle del progetto del 1908.

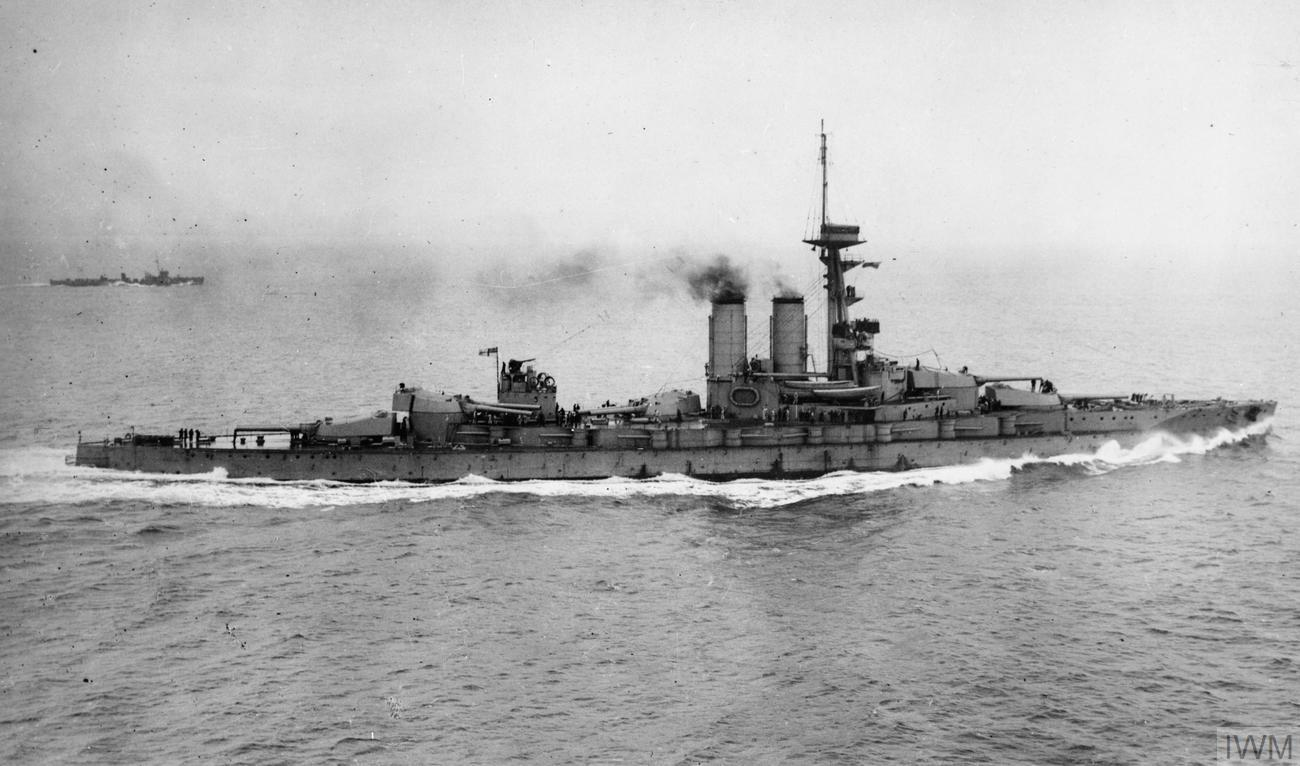
La Reşadiye, entrata in servizio nella Royal Navy come Erin, causa principale dell'ordine greco per l'incrociatore da battaglia Salamis.

Il primo passo nel programma di riarmo greco fu completato con l'acquisto dell'incrociatore corazzato di fabbricazione italiana Georgios Averof nell'ottobre 1909. Gli ottomani, a loro volta, acquistarono due pre-dreadnought tedesche, la Kurfürst Friedrich Wilhelm e la Weissenburg, aumentando la corsa agli armamenti navali tra i due paesi. La Marina greca tentò di acquistare due vecchie navi da guerra francesi e, quando la vendita non si materializzò, tentò senza successo dapprima di acquistare un paio di navi da guerra britanniche e poi navi dagli Stati Uniti. Il tentativo americano fu cancellato a causa delle preoccupazioni sul fatto che una tale vendita avrebbe alienato il mercato turco, nel quale gli americani avevano interessi industriali e commerciali significativi. Nell'agosto 1911 il governo ottomano ordinò al Regno Unito la corazzata Reşadiye, minacciando così di assumere il controllo del Mare Egeo. I greci dovettero affrontare la scelta di perdere la corsa agli armamenti o ordinare nuove navi da battaglia.
Il contrammiraglio Lionel Grant Tufnell, capo della missione navale britannica in Grecia, sostenne l'ipotesi di acquistare un ulteriore incrociatore corazzato del tipo del Georgios Averof insieme a diverse navi più piccole, destinando nel contempo ulteriori fondi per modernizzare la base navale di Salamina. Tale proposta fu sostenuta dal primo ministro Eleutherios Venizelos, che cercò di trovare fondi per il programma navale nel ristretto bilancio governativo previsto per il 1912. Il piano però non si concretizzò, poiché il governo greco attese l'arrivo di consulenti britannici per il progetto dell'ampliamento della base navale. All'inizio del 1912 la Marina convocò un comitato che fu incaricato di acquistare una nuova nave da battaglia per contrastare la Reşadiye, che inizialmente fu concepita come un incrociatore da battaglia. La nuova nave sarebbe stata di dislocamento limitato a 13.000 long ton (13.000 tonnellate), dato che tale stazza era quella massima che poteva ospitare il bacino di carenaggio galleggiante nel Pireo. Il programma fu finalizzato a marzo e, insieme al nuovo incrociatore da battaglia, i greci emisero requisiti per l'acquisto di cacciatorpediniere, torpediniere, sommergibili e una nave appoggio sommergibili. 
Presentarono proposte dieci cantieri britannici, quattro francesi, tre tedeschi, tre americani, uno austro-ungherese e due italiani, con i britannici Vickers e Armstrong-Whitworth che offrirono gli stessi progetti proposti nel 1911. Tufnell faceva parte del comitato di supervisione al programma, ma scoprì che i greci si opponevano fortemente ai progetti britannici. Alla fine la Vickers si ritirò dalla competizione e il costo della proposta della Armstrong fu più alto rispetto alle altre. 
Tuttavia i britannici mantenevano speranze per ottenere il contratto a causa dello stretto rapporto tra la flotta greca e quella britannica, derivato dal notevole numero di ufficiali britannici che erano stati distaccati nella Marina greca negli ultimi anni. I cantieri francesi, d'altra parte, si lamentarono del fatto che i britannici beneficiavano ingiustamente della presenza della loro missione navale. Durante la competizione la Marina greca stabilì che il disegno dello scafo del progetto Vickers era il migliore, ma le armi, le munizioni e le corazzature americane erano superiori a qualsiasi proposta britannica. Alla fine, tuttavia, nessuno dei due contendenti ricevette il contratto d'acquisto, poiché le trattative tra il primo ministro Venizelos e l'ambasciatore tedesco in Grecia assicurarono il contratto alla Germania imperiale.
Nel giugno 1912 la Marina greca scelse l'offerta avanzata dal cantiere AG Vulcan di Amburgo relativa a due cacciatorpediniere e sei torpediniere, da completare in soli tre o quattro mesi. Questo intervallo di tempo, eccezionalmente breve, fu possibile grazie all'aiuto della Kaiserliche Marine, che permise ai greci di acquistare navi tedesche già in costruzione. Il prezzo del contratto era, evidentemente, basso al punto che una società britannica si lamentò di non riuscire a capire in che modo la AG Vulcan ne avrebbe tratto un profitto. Poi, un mese dopo, i greci scelsero nuovamente il cantiere AG Vulcan per la costruzione dell'incrociatore da battaglia, dotato di corazzatura e armamento provenienti dall'industria statunitense Bethlehem Steel. Le furiose imprese britanniche affermarono nuovamente che la AG Vulcan non avrebbe tratto profitto dal contratto, e ipotizzarono che il governo tedesco stesse segretamente sovvenzionando l'acquisto al fine di ottenere un punto di vantaggio nel mercato delle costruzioni navali. I greci, da parte loro, ribatterono che i produttori britannici stavano facendo cartello per mantenere alti i prezzi della corazzatura, e che avevano ridotto significativamente il suo costo ordinandola negli Stati Uniti.

## Progettazione
Il progetto iniziale prevedeva una lunghezza di 140 m con un larghezza di 22 m, un pescaggio di 7,3 m e una dislocamento di 13 500 long ton (13 700 t). La nave era stata progettata con turbine a due alberi, eroganti con una potenza nominale complessiva di 26.000 shp per una velocità massima di 21 nodi (39 km/h). L'armamento doveva vertere su sei cannoni da 356 mm, otto cannoni da 152 mm, otto da 76 mm e quattro da 37 mm e due tubi lanciasiluri da 450 mm.
Il disegno dell'incrociatore fu più volte rivisto, e a metà del 1912, mentre si avviavano le tensioni che portarono alla prima guerra balcanica, la Marina greca avviò seri sforzi per aumentare la sua forza. In agosto si richiesero piccole modifiche al progetto della nave, ma le prime operazioni navali durante la guerra convinsero il comando della marina dei vantaggi che una nave più grande avrebbe fornito. Tufnell suggerì una ragione diversa per le modifiche al progetto, accusando i tedeschi di offrire una nave economica ma insicura, e una volta ottenuto il contratto di esercitare pressioni per un diverso progetto, più costoso ma anche più pratico.
A quell'epoca esisteva la possibilità che le corazzate allora in costruzione per le marine argentina e brasiliana potessero essere messe in vendita, una prospettiva perseguita da entrambi i paesi: due di esse, entrambe del Brasile, erano già state completate e una terza risultava in costruzione nel Regno Unito; altre due, per l'Argentina, erano in costruzione negli Stati Uniti Sia i greci che gli ottomani erano interessati alle navi argentine, e Venizelos tentò di acquistare una delle navi da battaglia argentine della classe Rivadavia come alternativa alla riprogettazione del Salamis, che stava ritardando il suo completamento. 
Quando il governo argentino rifiutò di vendere la nave, Venizelos accettò la riprogettazione del Salamis e a tale fine fu costituita un'apposita commissione che includeva ufficiali di marina greci e britannici. Il comitato favorì un progetto relativo a una nave di 16.500 long ton (16.800 tonnellate), ma Hubert Searle Cardale, unico membro della missione britannica tratto dalla lista degli ufficiali attivi della Royal Navy, propose un aumento del dislocamento a 19.500 long ton (19.800 tonnellate), che avrebbe consentito di disporre di una nave sostanzialmente più potente. Venizelos approvò inizialmente l'aumento del dislocamento a 16.500 long ton, ma si oppose a qualsiasi ulteriore modifica. Il ministro degli Esteri, Lambros Koromilas, e il presidente del Parlamento, Nikolaos Stratos, cercarono di far adottare la proposta di Cardale mentre Venizelos stava partecipando alla conferenza di pace che portò alla firma del trattato di Londra: Koromilas e Stratos aggirarono la posizione tenuta da Venizelos con il resto dei membri del gabinetto di governo e ottennero la loro approvazione per la firma del nuovo contratto.
L'inganno di Koromilas e Stratos si dimostrò efficace, e la nuova proposta fu accettata il 23 dicembre 1912. I più significativi cambiamenti apportati furono un aumento del 50% del dislocamento, l'aggiunta di una quarta torretta binata e la disposizione dell'armamento principale in due coppie di torrette, disposte a prora e a poppa, con la seconda posta in posizione sopraelevata. La nave doveva essere consegnata alla Marina greca entro il marzo 1915, al costo di 1.693.000 sterline. M.K. Barnett, scrivendo nel 1915 per Scientific American, osservò che la nave «non segnava alcun particolare progresso nel disegno delle navi da guerra, essendo, piuttosto, uno sforzo per combinare le più grandi qualità difensive e offensive al minor costo». Il Journal of the American Society of Naval Engineers, tuttavia, riteneva che la nave fosse progettata per la velocità e la potenza di fuoco a scapito della protezione.
Al suo ritorno in patria Venizelos tentò di annullare il nuovo contratto, ma il cantiere Vulcan si rifiutò sostenendo che «I Primi Ministri vanno e vengono al potere e l'influenza di Venizelos non sarebbe durata». L'ordine per il Salamis, che era indicato alternativamente o come corazzata o come incrociatore da battaglia, fece della Grecia il quattordicesimo ed ultimo paese ad ordinare una nave da battaglia tipo dreadnought. 
Le modifiche al progetto furono apportate tenendo conto delle obiezioni britanniche, incluse quelle del principe Luigi di Battenberg e del nuovo capo della missione navale britannica in Grecia, il contrammiraglio Mark Kerr. Battenberg scrisse che l'acquisto da parte della Grecia di moderne navi da battaglia sarebbe «indesiderabile da ogni punto di vista», poiché le finanze del paese non potevano sostenerlo e il crescente potere dei siluri rendeva più vulnerabili le navi più piccole. Kerr invece suggerì a Venizelos che una flotta costituita da piccole navi da guerra sarebbe stata più adatta ad operare nel ristretto Mar Egeo. Fortemente contrari a queste posizioni furono il comando della marina greca e il re Costantino I, che desideravano una regolare flotta da battaglia ritenendo che fosse l'unico modo per assicurarsi la superiorità navale sugli ottomani.

## Caratteristiche generali
L'incrociatore da battaglia Salamis misurava 173,71 m lungo la linea di galleggiamento con un ponte continuo, e aveva una larghezza di 25 m e un pescaggio di 7,6 metri. La nave disloccava 19 500 long ton (19 800 tonnellate) a pieno carico. L'apparato motore era composto da 18 caldaie a vapore Yarrow alimentate a carbone, azionanti tre turbine a vapore AEG ognuna delle quali muoveva un albero di trasmissione al termine del quale vi era un'elica. La potenza installata era di 40.000 hp (30.000 kW), e avrebbe consentito di raggiungere una velocità massima di 23 nodi (43 km/h). I fumi di scarico delle caldaie erano evacuati tramite due grandi fumaioli, posti uno subito dietro e uno subito davanti ai due alberi a trepiede. Una grande gru era posizionata a centronave, e serviva per la movimentazione delle imbarcazioni in dotazione.

### Armamento
L'armamento principale della nave doveva essere costituito da otto cannoni da 356/45 mm, montati in quattro torrette binate, tutti costruiti da Bethlehem Steel. Due torrette dovevano essere montate anteriormente, con la seconda posta in posizione sopraelevata alla prima, davanti alla sovrastruttura principale, mentre le altre due erano posizionate posteriormente con la medesima configurazione. Questi cannoni erano in grado di sparare proiettili perforanti o ad alto esplosivo del peso di 640 kg a una velocità alla volata di 780 m/s. Le canne si rivelarono altamente resistenti all'uso durante il servizio nella Marina britannica, anche se subivano una significativa caduta della precisione del tiro dovuta all'usura della rigatura dopo che sono stati sparati circa 250 proiettili. Le torrette che ospitavano i cannoni, azionate elettricamente, consentivano un movimento in depressione dei pezzi fino a -5° e un'elevazione massima fino a +15°.
Qualche disaccordo nelle fonti esiste sulla natura dell'armamento secondario che doveva essere installato. Secondo Gardiner e Gray doveva consistere in dodici cannoni calibro 152/50 mm anch'essi fabbricati dalla Bethlehem Steel e posizionati in casematte a mezza nave, sei su ciascun lato. Questi cannoni sparavano proiettili da 48 kg a una velocità di volata di 853 m/s. Secondo Norman Friedman questi dodici cannoni furono venduti in Gran Bretagna dopo la guerra, e usati per fortificare la base principale della Grand Fleet a Scapa Flow. Secondo Antony Preston, invece, l'armamento doveva essere su 12 cannoni Coventry Ordnance Works da 140 mm. L'armamento del Salamis era completato da dodici cannoni a tiro rapido da 75 mm, montati anche in casematte, e cinque tubi lanciasiluri subacquei da 50 cm.

### Protezione
Il Salamis disponeva di una cintura corazzata che arrivava a 250,8 mm di spessore nella sezione centrale della nave, e proteggeva le aree critiche come le riservette munizioni e la sala macchine. Alle due estremità della nave, oltre le torrette dell'armamento principale, la cintura si riduceva a 98,4 mm di spessore; anche l'altezza della cintura diminuiva in queste aree. Il ponte corazzato principale era spesso 73 mm nella parte centrale della nave, e come la cintura corazzata diminuiva nelle aree considerate meno importanti fino a 38 mm. Le torrette di grosso calibro erano protette da una piastra corazzata spessa 250 mm sui lati e sulla parte anteriore, così come le barbette in cui erano posizionate. La torre di comando era leggermente protetta da una corazzatura spessa 32 mm.

## Costruzione e cancellazione del progetto

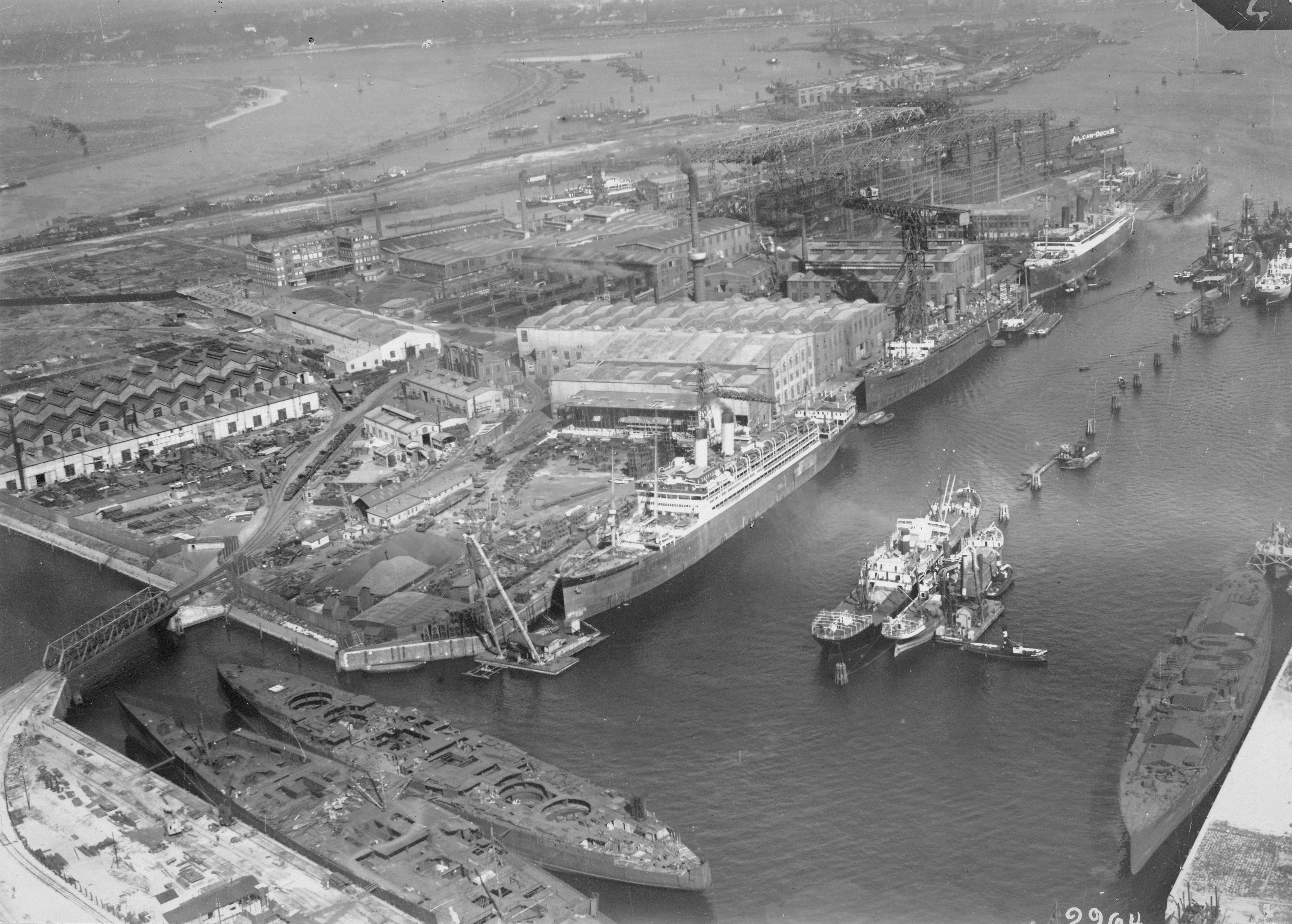
Lo scafo incompleto del Salamis (sulla destra), nel porto di Amburgo. A sinistra vicino al molo lo scafo della nave da battaglia classe Bayern Württemberg, con ormeggiato all'esterno lo scafo dell'incrociatore da battaglia classe Mackensen Graf Spee.

La chiglia del Salamis fu ufficialmente impostata sullo scalo il 23 luglio 1913, tuttavia l'equilibrio navale nell'Egeo cambiò molto presto quando la Marina brasiliana mise in vendita la sua terza corazzata (Rio de Janeiro) nell'ottobre successivo. Alcuni paesi si interessarono al suo acquisto, tra di essi Russia, Italia, Grecia e Impero ottomano, e furono coinvolti anche i governi britannico e francese, dati i loro interessi nel Mediterraneo. Nel mese di novembre i francesi accettarono di sostenere la Grecia tramite un grosso prestito al fine di impedire all'Italia di acquistare la nave. Inoltre, il console generale greco nel Regno Unito sostenne che la banca d'Inghilterra era pronta ad erogare tutti i soldi necessari per l'acquisto della nave non appena fosse stato garantito il prestito francese. Tali disposizioni richiesero del tempo e alla fine di dicembre il governo ottomano riuscì ad acquistare la Rio de Janeiro grazie ad un prestito privato concesso da una banca francese.
L'acquisto provocò il panico in Grecia, dato che l'equilibrio del potere navale si sarebbe spostato in un prossimo futuro a favore dell'Impero ottomano. Il governo greco spinse la AG Vulcan a completare il Salamis il più rapidamente possibile, cosa che non poteva avvenire prima della metà del 1915, quando entrambe le nuove navi da battaglia ottomane sarebbero state consegnate. Nell'aprile 1914 i greci ordinarono due nuove corazzate da 23.000 t ai cantieri francesi, in una versione leggermente modificata della classe Bretagne; la prima di esse, la Vasilefs Konstantinos, fu impostata il 12 giugno successivo. Come misura temporanea furono acquistate due vecchie pre-dreaudnought dagli Stati Uniti: Mississippi e Idaho, che divennero rispettivamente Kilkis e Lemnos. Kerr criticò aspramente questo acquisto dato che secondo lui si trattava di navi oramai inutilizzabili per la guerra, e che con il loro costo si sarebbe comprata una corazzata nuova di zecca.
Lo scoppio della prima guerra mondiale nel luglio successivo modificò la situazione. Il governo britannico dichiarò unilateralmente il blocco navale della Germania nel mese di agosto, subito dopo la sua entrata in guerra; il blocco navale implicò che i cannoni americani non potevano essere consegnati, ma la nave fu comunque varata l'11 novembre dello stesso anno. Senza alcuna possibilità di ricevere l'armamento, i lavori di completamento furono definitivamente arrestati il 31 dicembre 1914. Inoltre, dato la mancanza di manodopera creata dalla guerra, insieme al reindirizzamento della produzione di acciaio ai fabbisogni dell'esercito, alcuni progetti già in atto non poterono essere completati, specialmente quando altre navi da guerra erano in via di completamento e potevano essere completate molto più rapidamente. A quel tempo la Grecia aveva pagato alla AG Vulcan 450.000 sterline. La Bethlehem Steel si rifiutò di inviare i cannoni in Grecia ed essi furono invece venduti ai britannici, che li utilizzarono per armare i quattro monitori della classe Abercrombie.
Le attività belliche della nave non sono ben conosciute. Secondo un rapporto redatto nel dopoguerra e scritto per la rivista Proceedings of the United States Naval Institute, lo scafo incompleto fu rimorchiato a Kiel dove fu utilizzato come nave caserma. Il moderno storico navale René Greger afferma invece che lo scafo incompleto non abbia mai lasciato Amburgo. Alcuni osservatori dell'epoca credevano che la nave fosse stata completata per conto della Marina tedesca, e l'ammiraglio John Jellicoe, comandante della Grand Fleet, ricevette informazioni che la nave avrebbe potuto essere immessa in servizio nel 1916.
Altri studiosi dell'epoca, come Barnett, indicarono le difficoltà che la Marina tedesca avrebbe avuto nel riarmare la nave con cannoni nazionali, dato che la Germania non possedeva alcun tipo di armi navali di quel calibro adatti per l'uso a bordo del Salamis. Egli considerava molto "dubbia" l'affermazione che fosse stata immessa in servizio. La valutazione di Barnett era corretta, in quanto sarebbe stata necessaria una sostanziale ricostruzione delle barbette per ospitare i cannoni di grosso calibro tedeschi, e le armi per uso navale non erano facilmente disponibili a causa delle primarie necessità dell'esercito. Tutti i lavori furono diretti verso le navi di costruzione nazionale come l'incrociatore da battaglia Hindenburg. I britannici capirono che la voce era falsa quando la nave non partecipò alla battaglia dello Jutland (31 maggio-1º giugno 1916).
Indipendentemente da questo la rivista Proceedings annotò nel 1920 che era "improbabile" che la costruzione della nave sarebbe mai ripresa. In effetti, la Marina greca rifiutò di accettare lo scafo incompleto, e come risultato la AG Vulcan fece causa al governo greco nel 1923. Seguì un lungo arbitrato: la Marina greca sostenne che la nave, progettata nel 1912, era oramai obsoleta e che, in base al trattato di Versailles, non poteva comunque essere completata dal cantiere tedesco. I greci chiesero alla AG Vulcan di restituire i pagamenti anticipati effettuati prima che il lavoro si arrestasse. La disputa si svolse dinanzi al tribunale arbitrale misto greco-tedesco (istituito ai sensi dell'articolo 304 del trattato di Versailles), che si trascinò per tutti gli anni venti del XX secolo. Nel 1924 il tribunale nominò un ammiraglio olandese per valutare i reclami greci, e questi alla fine si schierò con la Vulcan, probabilmente a causa delle proposte greche, avanzate all'inizio di quell'anno, circa la possibilità di modernizzare il progetto. La risposta della AG Vulcan non soddisfaceva i requisiti greci, e tale proposta fu abbandonata.

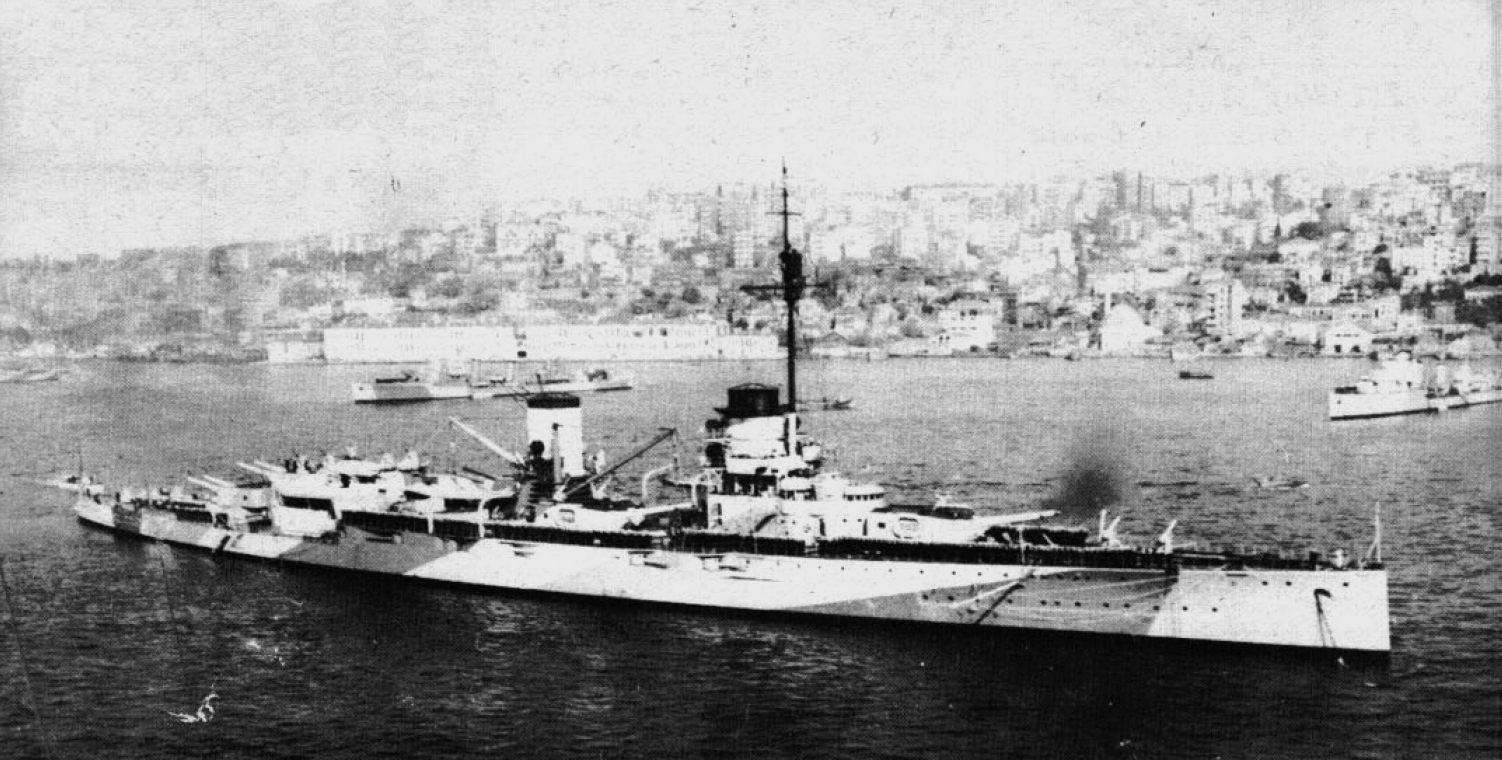
L'incrociatore da battaglia turco Yavuz Sultan Selim I a Istanbul in una foto del maggio 1947.

Nel 1928, con l'imminente ammodernamento della nave da battaglia turca Yavuz Sultan Selim I, la Grecia pensò di rispondere positivamente a un'offerta della AG Vulcan al fine di raggiungere un compromesso, e completare e modernizzare il Salamis. Il costo dell'operazione sarebbe stato assorbito dalle riparazioni di guerra che la Germania doveva alla Grecia per gli anni dal 1928 al 1930 e parte del 1931. L'ammiraglio Periklis Argyropoulos, Ministro della Marina, voleva accettare l'offerta, indicando uno studio dello stato maggiore che dimostrava che il Salamis modernizzato sarebbe stato in grado di sconfiggere la Yavuz a causa della sua corazzatura più pesante e del suo più potente armamento. L'architetto navale britannico Eustace Tennyson d'Eyncourt pubblicò uno studio a sostegno di Argyropoulos, sottolineando che il Salamis sarebbe probabilmente stato anche più veloce dello Yavuz e dotato di armamento contraereo più potente. Il commodoro Andreas Kolialexis si oppose all'acquisizione del Salamis e a metà del 1929 scrisse un memorandum destinato a Venizelos, che era di nuovo primo ministro, dove sosteneva che il completamento del Salamis avrebbe richiesto troppo tempo e che una flotta composta da navi armate con siluri, inclusi i sottomarini, avrebbe dovuto essere la soluzione preferibile.
Venizelos decise che il costo del completamento del Salamis sarebbe risultato troppo alto, in quanto avrebbe precluso l'acquisizione di moderni cacciatorpediniere o di un'aviazione di marina; invece le due vecchie pre-dreadnought Kilkis e Lemnos sarebbero state mantenute in servizio per la difesa costiera contro lo Yavuz. Questa decisione fu rafforzata dall'inizio quell'anno della grande depressione, che indebolì le già limitate finanze della Grecia. Il 23 aprile 1932 il tribunale d'arbitrato stabilì definitivamente che il governo greco doveva all'AG Vulcan la somma di 30.000 sterline, e che il cantiere avrebbe mantenuto anche il possesso dello scafo. La nave fu demolita a Brema già nel corso di quell'anno.
La seconda dreadnought greca, la Vasilefs Konstantinos, incontrò un destino simile: come nel caso del Salamis, la sua costruzione fu interrotta dallo scoppio della guerra nel luglio del 1914 e, dopo la fine del conflitto, il governo greco rifiutò di pagare ciò che era stato realizzato della nave da battaglia.

### Annotazioni
1. ↑  Queste navi vennero ridenominate rispettivamente Barbaros Hayreddin e  Turgut Reis.
2. ↑  Due torrette disposte una a prora e una a poppa, e un'altra a centronave.
3. ↑  Lo storico navale Paul G. Halpern descrisse così questa situazione: «l'improvvisa acquisizione da parte di un singolo stato di tutte o anche di alcune di queste navi avrebbe potuto essere sufficiente per cambiare un delicato equilibrio di potere come quello che prevaleva nel Mediterraneo».

### Fonti
1. ↑  Langensiepen, Güleryüz 1995, pp. 8-10.
2. ↑  Friedman 2055, p. 157.
3. ↑  Friedman 2055, pp. 157-158.
4. ↑  Gardiner, Gray 1984, p. 385.
5. ↑  Langensiepen, Güleryüz 1995, pp. 16-17.
6. ↑  Fotakis 2005, pp. 16-24.
7. ↑  Halpern 1971, p. 324.
8. ↑  Fotakis 2005, pp. 35-36.
9. 1 2  Fotakis 2005, p. 36.
10. 1 2 3  Friedman 2005, p. 158.
11. ↑  Halpern 1971, pp. 324-325.
12. ↑  Fotakis 2005, p. 37.
13. ↑  Fotakis 2005, pp. 37-38.
14. ↑  Halpern 1971, pp. 326-327.
15. 1 2 3 4 5 6 7 8 9 10 11 12 13 14  Gardiner, Gray 1984, p. 384.
16. 1 2 3  Fotakis 2005, p. 40.
17. ↑  Halpern 1971, p. 327.
18. ↑  Halpern 1971, pp. 330-332.
19. 1 2 3  Fotakis 2005, p. 41.
20. ↑  Barnett 1915, p. 252.
21. ↑  American Society of Naval Engineers 1913, p. 776.
22. 1 2  Sondhaus 2001, p. 220.
23. ↑  Halpern 1971, pp. 334-338.
24. ↑  Friedman 2011, p. 48.
25. ↑  Friedman 2011, p. 181.
26. ↑  Friedman 2011, p. 88.
27. ↑  Preston 1972, p. 166.
28. ↑  Friedman 2005, p. 159.
29. ↑  Halpern 1971, pp. 339-341.
30. ↑  Topliss 1988, p. 284.
31. ↑  Hough 1966, pp. 71-79.
32. ↑  Hough 1966, pp. 79-84.
33. ↑  Halpern 1971, p. 352.
34. 1 2  Warren 2007, p. 160.
35. ↑  Weir 1992, pp. 128-130.
36. 1 2  Underwood 1920, p. 1501.
37. ↑  Grenger 1993, p. 250.
38. 1 2  Jellicoe, Patterson 1966, pp. 128-130.
39. ↑  Barnett 1915, p. 251.
40. ↑  Anderson, Darnell 1945, p. 170.
41. ↑  Fotakis 2010, pp. 4-5.
42. ↑  Fotakis 2010, pp. 21-22.
43. ↑  Fotakis 2010, pp. 23-26.